# Tabanus atamuradovi
Tabanus atamuradovi är en tvåvingeart som beskrevs av Vladimir Dolin och Jekaterina Michajlovna Andrejeva 1986. Tabanus atamuradovi ingår i släktet Tabanus och familjen bromsar.
Artens utbredningsområde är Turkmenistan. Inga underarter finns listade i Catalogue of Life.